# Järstorp
Järstorp is een plaats in de gemeente Jönköping in Jönköpings län. 

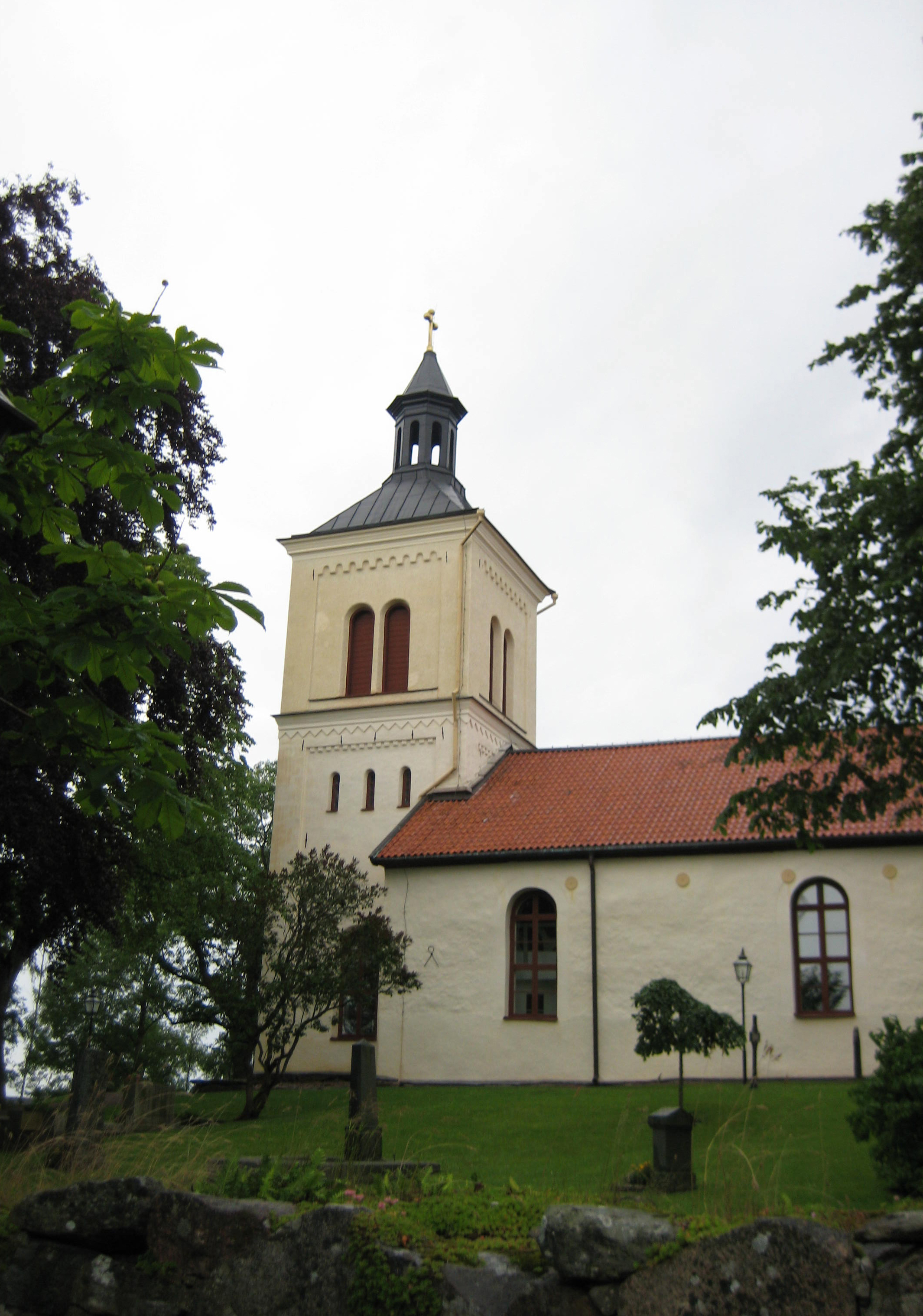
De kerk van Järstorp